# Micro Power
Micro Power foi uma empresa britânica estabelecida no início dos anos 80, mais conhecida como publicadora de jogos eletrônicos (originalmente sob o nome Program Power - eles continuaram usando 'Program Power' como uma marca de troca e frequentemente ambos os nomes apareciam em seus lançamentos) mas eles também produziram e venderam muitos tipos de hardwares e softwares (tanto próprios quanto de terceiros) através de seu showroom em Leeds ou via correio.